# Kråkevatten
Kråkevatten är en sjö i Stenungsunds kommun i Bohuslän och ingår i Göta älv-Bäveåns kustområde. Sjön är 14,9 meter djup, har en yta på 0,071 kvadratkilometer och är belägen 96,9 meter över havet.

## Delavrinningsområde
Kråkevatten ingår i det delavrinningsområde (643509-126564) som SMHI kallar för Mynnar i havet. Medelhöjden är 78 meter över havet och ytan är 38,82 kvadratkilometer. Det finns inga avrinningsområden uppströms utan avrinningsområdet är högsta punkten. Avrinningsområdets utflöde mynnar i havet. Avrinningsområdet består mestadels av skog (64 procent), öppen mark (13 procent) och jordbruk (17 procent). Avrinningsområdet har 0,48 kvadratkilometer vattenytor vilket ger det en sjöprocent på 1,2 procent. Bebyggelsen i området täcker en yta av 0,61 kvadratkilometer eller 2 procent av avrinningsområdet.